# 伊斯高
弗朗西斯科·罗曼·阿拉尔孔·苏亚雷斯（西班牙語：Francisco Román Alarcón Suárez，1992年4月21日—），通稱伊斯高（西班牙語：Isco），是一名西班牙職業足球員，司職進攻中場或左中場。現效力於西甲球隊貝迪斯、西班牙國家足球隊成員。
伊斯科曾榮獲金童獎榮譽，腳法及傳球能力皆出色。

## 職業生涯

### 華倫西亞
伊斯高是華倫西亞的青訓產品。14歲的時候由馬拉加來到華倫西亞。早在2009年，17歲的他已經有為華倫西亞一隊的季前熱身賽上陣，而且表現非常出色，引起皇家馬德里和阿仙奴的興趣，但伊斯高還是繼續留效華倫西亞。2010年，他又在季前熱身賽發光發亮，主教練艾瑪利在第三場熱身賽後的記者會公開稱讚他的表現，並欽點他為新大卫·席尔瓦。

### 馬拉加
第二個賽季，他踢了47場比賽攻入12球（西甲9球，歐戰3球），幫助馬拉加闖入歐聯八強。
2011/12賽季，伊斯高第一個賽季就送出5個助攻並攻入5球，協助馬拉加歷史性獲得西甲聯賽第四。這不僅是球會歷史上的最佳戰績，馬拉加更因此首度登陸歐聯賽場；伊斯高憑著當季出色的表現，奪得2012年歐洲金童獎。
2012/13賽季馬拉加在西甲排名一直處於前列，歐聯更是提前一輪鎖定小組首名出線。最終馬拉加殺入歐聯八強，僅僅於八強次回合的最後時刻被多特蒙德淘汰。
伊斯高吸引了許多大球會的注意。皇馬、曼城渴望簽下這位西班牙新星，而藍月亮的優勢是時任領隊佩莱格里尼是伊斯高在馬拉加的恩師，不過伊斯高本人顯然對加盟皇馬更有興趣。

### 皇家馬德里
2013年6月27日凌晨，皇家馬德里主席佩雷斯宣佈，他們已經簽下「歐洲金童」伊斯高。
作為皇馬2013-14賽季第一簽，伊斯高選擇穿上碧咸曾着過的「23號」球衣。伊斯高解釋：「我知碧咸是個偉大的球員，很榮幸有機會穿着他曾選擇過的球衣。我喜歡23號，選擇這個號碼，因為這是我弟弟的生日。」
後來在16/17賽季他改穿在馬拉加時代的22號球衣。

### 塞维利亚
2022年8月7日，塞维利亚宣布俱乐部与伊斯高成原则性协议，双方同意签订一份为期两年的合同 。2022年12月21日，伊斯高与塞维利亚达成解约协议。

### 皇家贝蒂斯
2023年7月26日，伊斯科與皇家貝蒂斯簽訂了為期一年的合約。
2023-24西甲賽季，伊斯科19次比賽中獲得西甲聯賽最佳球員獎，是該賽季獲得該場最佳球員次數最多的球員。

## 國家隊
伊斯高16歲開始代表西班牙U17，其後更是主力成員，並穿上10號球衣作賽，在尼日尼亞舉行的2009年世界少年足球錦標賽。他在以色列進行的U-21歐錦賽中給所人留下深刻印象。他打進3球，是西班牙奪得冠軍的功臣。
伊斯高在2013年2月西班牙對烏拉圭的友誼賽中首次代表西班牙國家足球隊出場。
2025年5月，伊斯科重返西班牙國家隊徵戰2024-25年歐洲國家聯賽四強戰。6月8日，對上葡萄牙的決賽中伊斯科替補上場，時隔多年為國效力，互射十二碼時段射入一球，最終大戰比分5-3，獲得亞軍。

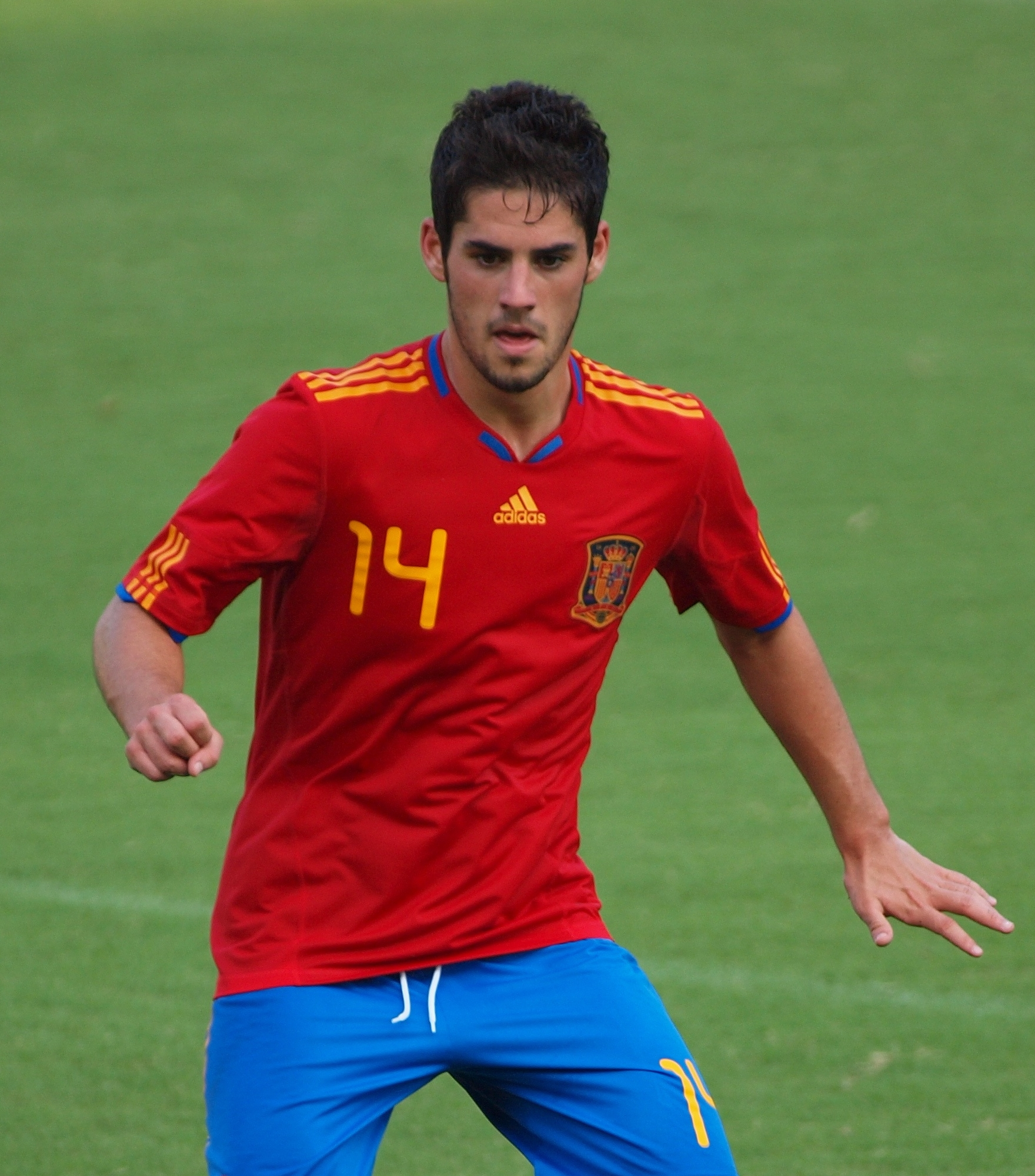
伊斯高著上國家隊14號球衣。

## 技術特點
伊斯科腳法精湛、傳球出色，但最大缺點為黏球，喜歡憑自己的能力單挑帶球過人而不擅快速出球。隨著年紀漸增，雖然速度漸漸下滑，但傳球視野有了很大的進步。
年輕時多半擔任邊鋒或輔鋒，年過三十之後逐漸轉型為進攻中場或8號位球員。

## 職業生涯統計

### 俱乐部

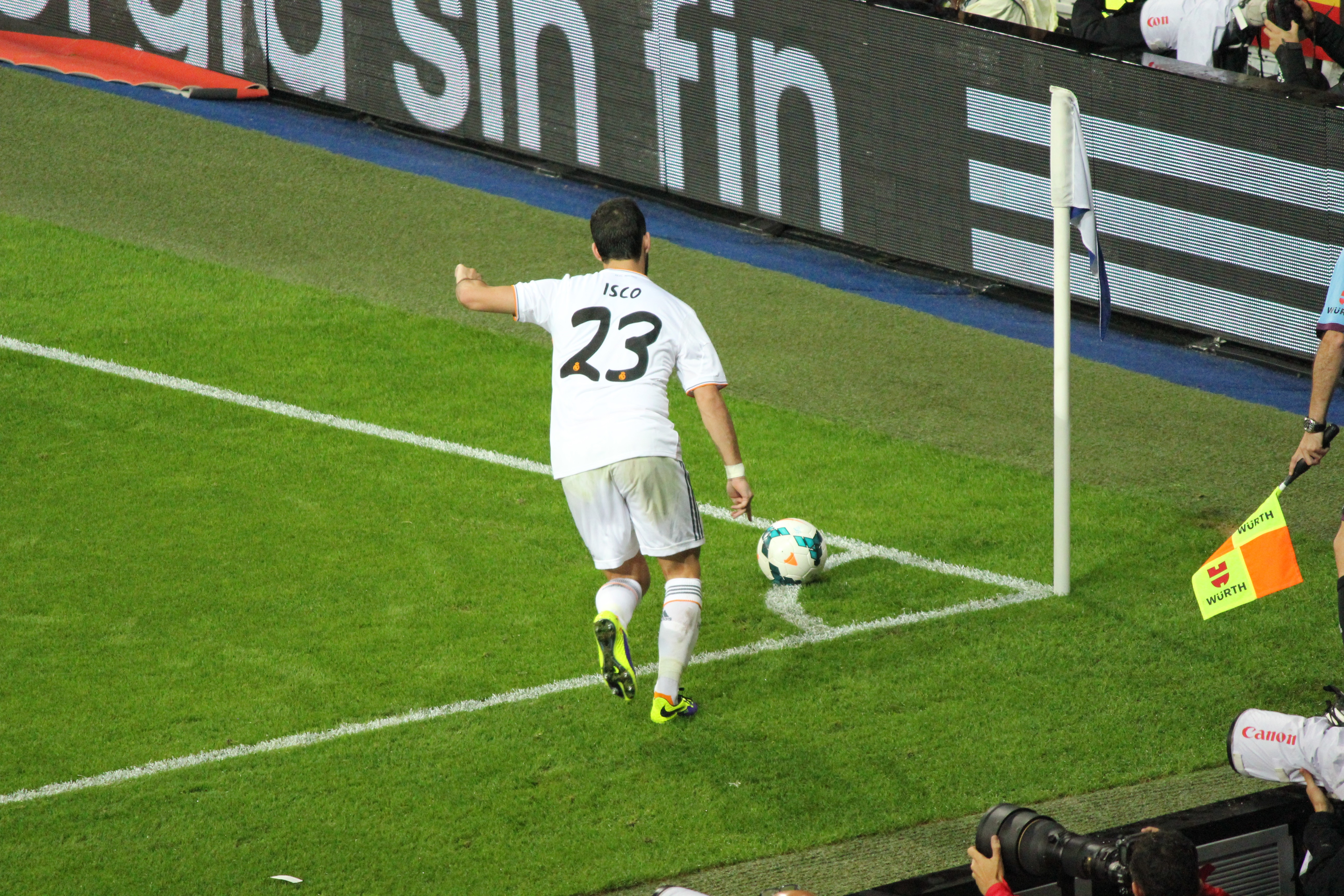
伊斯高為效力球會-皇家馬德里處理角球。

| 球會       | 賽季     | 聯賽 | 聯賽 | 聯賽 | 歐洲賽事 | 歐洲賽事 | 歐洲賽事 | 盃賽 | 盃賽 | 盃賽 | 合計 | 合計 | 合計 |
| 球會       | 賽季     | 出場 | 入球 | 助攻 | 出場     | 入球     | 助攻     | 出場 | 入球 | 助攻 | 出場 | 入球 | 助攻 |
| ---------- | -------- | ---- | ---- | ---- | -------- | -------- | -------- | ---- | ---- | ---- | ---- | ---- | ---- |
| 華倫西亞   | 2010-11  | 4    | 0    | 0    | 2        | 0        | 0        | 1    | 2    | 0    | 7    | 2    | 0    |
| 華倫西亞   | 合計     | 4    | 0    | 0    | 2        | 0        | 0        | 1    | 2    | 0    | 7    | 2    | 0    |
| 馬拉加     | 2011-12  | 32   | 5    | 5    | 3        | 0        | 0        | -    | -    | -    | 35   | 5    | 5    |
| 馬拉加     | 2012-13  | 37   | 9    | 1    | 10       | 3        | 5        | 0    | 0    | 0    | 47   | 12   | 6    |
| 馬拉加     | 合計     | 69   | 14   | 6    | 10       | 3        | 5        | 0    | 0    | 1    | 82   | 17   | 11   |
| 皇家馬德里 | 2013-14  | 32   | 8    | 7    | 12       | 3        | 2        | 9    | 0    | 0    | 53   | 11   | 9    |
| 皇家馬德里 | 2014-15  | 11   | 1    | 5    | 4        | 0        | 0        | 2    | 0    | 2    | 17   | 1    | 7    |
| 皇家馬德里 | 合計     | 43   | 9    | 12   | 16       | 3        | 2        | 7    | 0    | 2    | 70   | 12   | 16   |
| 歷年總計   | 歷年總計 | 116  | 23   | 18   | 29       | 6        | 4        | 10   | 2    | 3    | 159  | 31   | 27   |

- 數據截至2014年11月16日

### 国家队进球

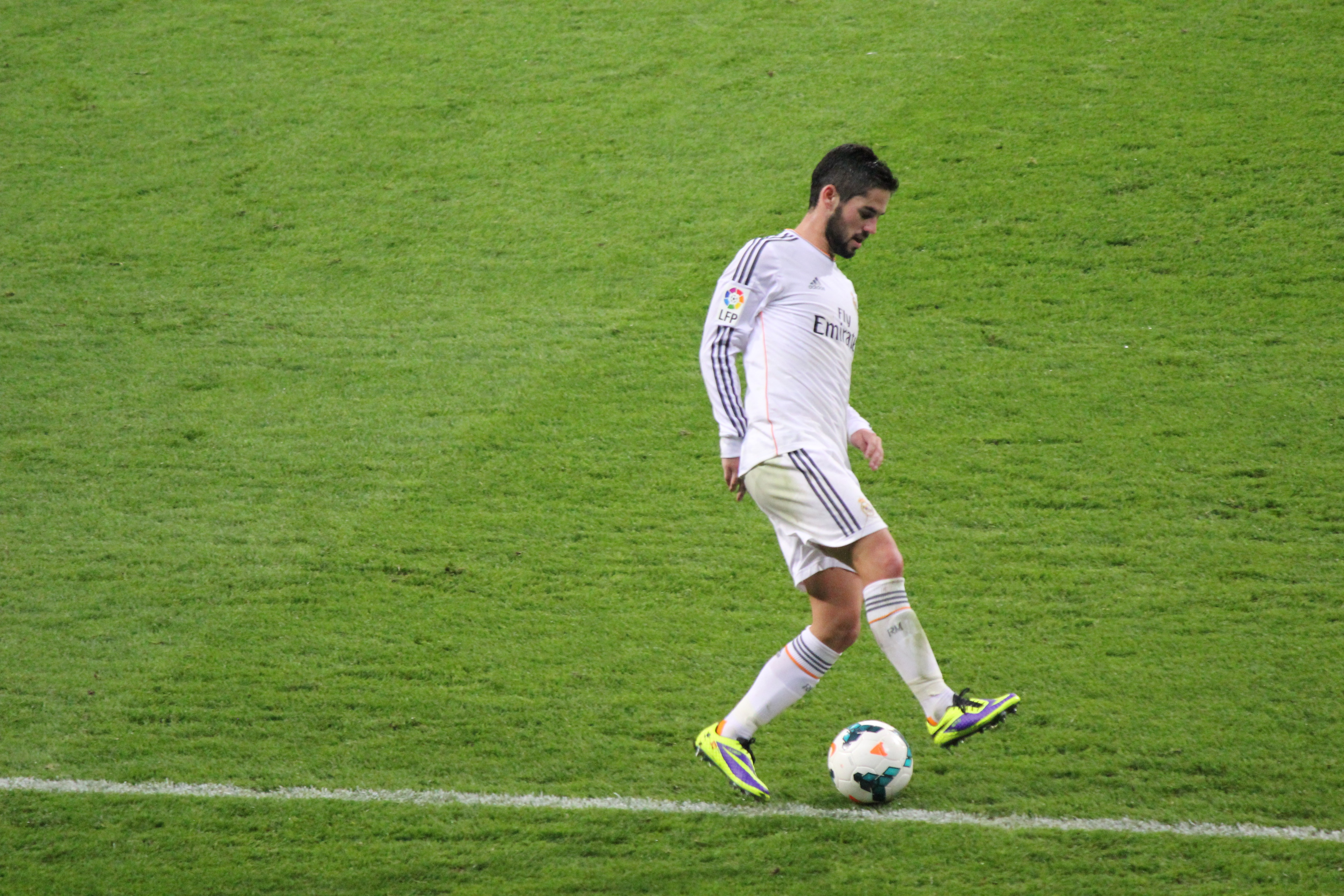
伊斯高主要司職進攻中場，但在球會會擔任左中場的角色。

| #  | 日期           | 地点       | 对手       | 比數 | 比赛类型               |
| -- | -------------- | ---------- | ---------- | ---- | ---------------------- |
| 1. | 2014年11月15日 | 西班牙     | 白俄羅斯   | 2-0  | 2016年歐洲國家盃外圍賽 |
| 2. | 2016年11月15日 | 英格蘭     | 英格蘭     | 2-2  | 友誼賽                 |
| 3. | 2017年3月24日  | 西班牙     | 以色列     | 4-1  | 2018年世界盃外圍賽     |
| 4. | 2017年9月2日   | 西班牙     | 意大利     | 3-0  | 2018年世界盃外圍賽     |
| 5. | 2017年9月2日   | 西班牙     | 意大利     | 3-0  | 2018年世界盃外圍賽     |
| 6. | 2017年9月5日   | 列支敦士登 | 列支敦士登 | 8-0  | 2018年世界盃外圍賽     |
| 7. | 2017年10月6日  | 西班牙     | 阿爾巴尼亞 | 3-0  | 2018年世界盃外圍賽     |
| 8. | 2018年6月25日  | 俄羅斯     | 摩洛哥     | 2-2  | 2018年世界盃           |

## 榮譽
華倫西亞馬斯泰拿
- 西班牙少年聯賽第七組冠軍：2009/10

皇家馬德里
- 西班牙甲組足球聯賽冠軍：2016/17、2019/20、2021/22[10]
- 歐洲聯賽冠軍盃冠軍：2014、2016、2017、2018、2022
- 西班牙國王盃冠軍：2014
- 西班牙超級盃：2017、2019、2022
- 歐洲超級盃：2014、2016、2017
- 世界冠軍球會盃冠軍：2014、2016、2017、2018

 西班牙U17
- 世界盃U-17季軍 : 2009

 西班牙U21
- U21歐洲國家盃冠軍 : 2013

 西班牙
- 歐洲足協國家聯賽亞軍：2024–25年[11]

### 個人
- 歐洲金童獎：2012[12]
- 西甲突破球員：2012
- 布拉沃盃：2013
- 欧洲冠军联赛賽季最佳陣容：2016-17
- 西甲賽季最佳陣容：2023-24、2024-25[13]

## 軼事
- 伊斯高接受採訪時透露，他的寵物狗的名字叫美斯，令外界浮想聯翩。不少人認為這位小將之所以這樣做，是因為他痛恨梅西。不過亦有人認為，伊斯高是出於欣賞梅西。伊斯高希望外界不要有過多的猜測：「我的寵物狗叫梅西，這只是軼事一件，我另一隻狗叫費高，大家不要聯想得太多。我不會把梅西的名字改成C朗，因為它會聽不懂的。」[14]

## 外部連結
- 皇家馬德里官方網頁 Isco Profile （页面存档备份，存于） （英文）
- Soccerway資料庫：伊斯高